# Brachirus aenea
Brachirus aenea es una especie de pez de la familia Soleidae en el orden de los Pleuronectiformes.

## Distribución geográfica
Se encuentran en las  costas del Mar de la China Meridional.